# Гетинакс
Гетина̀ксът (на англ. FR-2 /Flame Resistant 2/) е електроизолиращ пластов пресован материал с хартиена основа, импрегнирана с фенолна или епоксидна смола. Приложим е като конструктивен материал в машиностроенето и като изолационен материал в електрическата и електронна промишленост.
Материалът има ниска механична якост, лесен е за обработка и има относително ниска цена.
Той е горящ материал. Има температура на запалване 285 °C, самозапалване 480 °C, самозагряване 120 °C.
Гетинаксът на плочи представлява слоест материал, получен чрез горещо пресоване на два и повече слоя електроизолационна хартия, импрегнирана със синтетични термореактивни смоли от типа на фенол-формалдехидите и крезол-формалдехидите, смес от тези смоли или техни модификации. Гетинаксът, импрегниран с фенолна смола се нарича още фенолен ламинат н се произвежда чрез прилагане на топлина и налягане, чрез притискане на слоеве хартия, импрегнирани със синтетични термореактивни смоли. Действието на температурата и налягането, приложени при изработката на гетинакса водят до химическа реакция – полимеризация, която трансформира отделните слоеве импрегнирана хартия в солиден плътен ламиниран материал с постоянна форма, която не може да се размекне отново. Поради това плочите от гетинакс се категоризират като термореактивна пластмаса.
Произвежда се на листове и плочи с дебелина от 1,0 mm до 15 mm. Използва се главно като основа за заготовки на печатни платки. Има широко приложение за производството на прости дъски, използвани в домакинско оборудване с ниско напрежение, тъй като може да приеме всякаква форма при нагряване, така че чрез щамповане е възможно да се получат дъски с всички възможни форми с всички необходими отвори.
При производството на електронни устройства в преобладаващата част от случаите се използват текстолити (най-често фибростъкло), които превъзхождат гетинакса по отношение на огнеустойчивост, здравина, способност за прилепване към фолио и редица други параметри, важни за електрониката, но понякога при производството на прости платки с цел намаляване на себестойността на продукта се използва и гетинакс. Фенолния хартиен ламинат или гетинакс на плочи и пръти се ползва там, където ниските разходи са важен критерий. Въпреки че гетинаксът е с отлични електроизолационни свойства, той притежава видимо слаби механични свойства, в сравнение с останалите класове фенолни ламинати.